# Смоленская чулочно-трикотажная фабрика «НАШЕ»
Наше — чулочно-трикотажная фабрика в городе Смоленске, Россия.

## История
Смоленская чулочно-трикотажная фабрика «НАШЕ» является современным высокотехнологичным производством, выпускающим широкий ассортимент качественных трикотажных изделий для всей семьи.
Предприятие основано на базе Смоленской чулочной фабрики, которая работала с 1953 года и имела репутацию лучшего производителя чулочно-носочных изделий в Советском Союзе.
Фабрика «Наше» является самым крупным производителем чулочно-носочных изделий в Российской Федерации — по данным Союзлегпром за 2018 год.
С 2007 года фабрика выступает официальным поставщиком экипировки для Международной Космической Станции.
Предприятие неоднократно было отмечено дипломами на всероссийских конкурсах: «100 лучших товаров России» и «Лучшее — детям».
В 2019 году предприятие:
- стало лауреатом национальной премии в области индустрии моды «Золотое веретено»;
- прошло аудит и получило сертификат качества ГОСТ Р ИСО 9001-2015;
- стало обладателем международного сертификата органического производства ORGANIC CONTENT STANDART (OCS), подтверждающего, что фабрика выпускает экологически чистую продукцию из сертифицированного сырья, безопасного для здоровья и окружающей среды;
- прошло ежегодные социальные аудиты Sedex и Disney.

Выпускаемый ассортимент представлен тремя собственными торговыми марками:
- Смоленские
- Наше
- Капризуля

## Деятельность
Выпуск чулочно-носочных и трикотажных изделий.
В настоящее время фабрика входит в число лидеров чулочно-носочной промышленности в России.

## Адрес
214016, г. Смоленск, ул. Соболева, д.25

## Интересные факты
С 2008 года часть продукции фабрики проходит обработку наночастицами серебра. Космонавты МКС летают на орбиту в носках, производимых фабрикой.
11 апреля 2011 года Смоленскую Чулочную Фабрику посетил президент РФ Медведев Дмитрий Анатольевич и отметил высокое качество колготок и носков, производимых этой фабрикой.
26 декабря 2011 года красные носки Смоленской Чулочной Фабрики показали в передаче «Пусть Говорят» с Андреем Малаховым, в которой он подарил несколько пар красных носков известному клоуну Олегу Попову.
Дизайн носочных изделий разрабатывался совместно с Вячеславом Зайцевым.